# ГЕС Айс-Гарбор
ГЕС Айс-Гарбор — гідроелектростанція у штаті Вашингтон (Сполучені Штати Америки). Знаходячись після ГЕС Ловер-Монументал, становить нижній ступінь каскаду на річці Снейк, лівій притоці Колумбії (має гирло на узбережжі Тихого океану на межі штатів Вашингтон та Орегон).
У межах проєкту річку перекрили комбінованою греблею висотою 65 метрів та довжиною 860 метрів. Її центральна та лівобережна частини виконані як бетонна споруда, котра включає судноплавний шлюз із розмірами камери 206 × 26 метрів, тоді як до правого берега прилягає коротка земляна секція. Гребля утримує витягнуте по долині Снейк на 51,5 км водосховище Lake Sacajawea з площею поверхні 37,2 км2 та корисним об'ємом 30,7 млн м3, що забезпечується коливанням рівня в операційному режимі між позначками 133,2 та 134,1 метра НРМ.
Пригреблевий машинний зал обладнали шістьома турбінами типу Каплан — трьома потужністю по 90 МВт та трьома з показником по 111 МВт. Вони використовують напір від 22 до 32 метрів (номінальний напір 27 метрів) та у 2015 році забезпечили виробництво 1,53 млрд кВт·год електроенергії на рік.